# Danh sách Pokémon thế hệ VII

Logo quốc tế của thương hiệu Pokémon

Thế hệ thứ bảy (Generation VII) của thương hiệu nhượng quyền Pokémon có 86 loài sinh vật hư cấu được giới thiệu cho loạt trò chơi video cốt lõi trong trò chơi Pokémon Sun và Moon trên Nintendo 3DS vào năm 2016 và trò chơi 3DS Pokémon Ultra Sun và Ultra Moon vào năm 2017, với hai loài nữa được giới thiệu trong bản cập nhật năm 2018 cho trò chơi di động spin-off Pokémon Go' cùng với loạt trò chơi cốt lõi Pokémon: Let's Go, Pikachu! và Let's Go, Eevee! ra mắt trên Nintendo Switch vào năm 2018, năng tổng số lên 88. Một số loài Pokémon trong thế hệ này đã được giới thiệu trong bản hoạt hình chuyển thể của thương hiệu nhượng quyền thương mại trước Sun và Moon.
Kể từ Pokémon X và Y, tất cả các Pokémon đã được thiết kế bởi một nhóm gồm khoảng 20 họa sĩ, dẫn đầu là Ken Sugimori và Hironobu Yoshida. Sun và Moon lấy bối cảnh ở vùng Alola nhiệt đới, bao gồm toàn bộ các đảo. Let's Go, Pikachu! và Let's Go, Eevee! lấy bối cảnh ở vùng Kanto, cùng giống với thế hệ I. Pokémon Go là một trò chơi di động thực tế tăng cường sử dụng chức năng GPS và camera trên điện thoại thông minh của người chơi để hiển thị Pokémon hoang dã trong môi trường xung quanh của người chơi.
Danh sách sau đây mô tả chi tiết 88 Pokémon thế hệ VII theo thứ tự số National Pokédex. Pokémon số 722 Mokuroh đến số 802 Marshadow đã được giới thiệu trong Sun và Moon vào năm 2016 và Pokémon từ số 803 Bevenom đến số 807 Zeraora đã được phát hành trong Ultra Sun và Ultra Moon vào năm 2017. Hai Pokémon bí ẩn, Meltan và Melmetal, đã ra mắt trong Pokémon Go năm 2018; Meltan xuất hiện trong thế giới hoang dã trong Pokémon Go khi Pokémon được chuyển sang Let's Go, Pikachu! hoặc Let's Go, Eevee!, trong khi Melmetal chỉ có thể đạt được bằng cách tiến hóa Meltan trong Pokémon Go khi người chơi thu thập kẹo. Ngoài các loài Pokémon mới, hai dạng Zygarde mới xuất hiện trong Sun và Moon đã xuất hiện trước đó trong anime Pokémon: "Zygarde dạng 10%" giống như con chó và "Zygarde dạng hoàn chỉnh (100%)" giống như mecha. Các hình thức thay thế dẫn đến thay đổi hệ và hình dạng trong khu vực được thêm vào trang để thuận tiện cho việc tra cứu. Ngoài ra, bạn nên xem trước Bảng chú thích Loài Pokémon ở dưới đây để thuận tiện nếu bạn muốn tìm những Pokémon khởi đầu, huyền thoại, bí ẩn trong bảng danh sách Pokémon.

## Thiết kế và phát triển
Pokémon Sun và Moon đã giới thiệu "Alola Forms" của nhiều Pokémon thế hệ I. Các phiên bản này là để thể hiện "các vi khí hậu khác nhau trong khu vực Alola". Các phiên bản Alola của Pokémon như Rokon và Nassy có ngoại hình và hệ khác nhau và được giới thiệu cùng với Pokémon thế hệ VII. Alex Hern của The Guardian cho rằng các nhà phát triển có khả năng quyết định thiết kế lại các Pokémon thế hệ I khác nhau bởi vì theo ông, "kết nối của người hâm mộ với 150 Pokémon ban đầu vẫn mạnh như trước đây, [trong khi] số người có thể nói với Yancham từ một Peroppafu nhỏ hơn nhiều."

## Bảng chú thích Loài Pokémon
| Bảng dùng cho tất cả các danh sách Thế hệ ở bên dưới | Bảng dùng cho tất cả các danh sách Thế hệ ở bên dưới | Bảng dùng cho tất cả các danh sách Thế hệ ở bên dưới |
| Mã                                                   | Ý nghĩa                                              | Mô tả |
| ---------------------------------------------------- | ---------------------------------------------------- | --- |
| KĐ                                                   | Pokémon khởi đầu                                     | Pokémon đầu tiên mà người chơi có thể có được trong các trò chơi chính (Trong anime, đây là Pokémon khởi đầu khi đến một vùng nào đó, trừ phần Sun and Moon).                    |
| CĐ                                                   | Pokémon Cổ đại                                       | Pokémon cổ đại chỉ thu được bằng cách hồi sinh hóa thạch. |
| BC                                                   | Pokémon bé con                                       | Pokémon bé con thu được chủ yếu bằng cách nhân giống các dạng tiến hóa của chúng.                                                                                                |
| HT                                                   | Pokémon huyền thoại                                  | Pokémon mạnh mẽ gắn liền với truyền thuyết của thế giới Pokémon. |
| BA                                                   | Pokémon bí ẩn                                        | Pokémon chỉ có thể có được thông qua các sự kiện phân phối (điều này không bao gồm Deoxys, vì trong Pokemon Omega Ruby và Alpha Sapphire, Deoxys có thể bị bắt trong Tập Delta.) |
| UB                                                   | Ultra Beast                                          | Pokémon đến từ không gian khác. (Phần Sun and Moon) |

## Danh sách Pokémon
| Loài     | Tên Pokémon  | Tên Pokémon  | Tên Pokémon   | Số National Pokédex | Hệ       | Hệ       | Tiến hóa thành (Tên Tiếng Nhật) |
| Loài     | Tiếng Nhật   | Tiếng Anh    | Tiếng Việt    | Số National Pokédex | Thứ nhất | Thứ hai  | Tiến hóa thành (Tên Tiếng Nhật) |
| -------- | ------------ | ------------ | ------------- | ------------------- | -------- | -------- | ------------------------------- |
| KĐ       | Mokuroh      | Rowlet       | Mokuro        | 722                 | Cỏ       | Bay      | Fukuthrow (#723)                |
|          | Fukuthrow    | Dartrix      | Fukusuro      | 723                 | Cỏ       | Bay      | Junaiper (#724)                 |
|          | Junaiper     | Decidueye    | Junaipa       | 724                 | Cỏ       | Ma       | Không tiến hóa                  |
| KĐ       | Nyabby       | Litten       | Nyabi         | 725                 | Lửa      | Lửa      | Nyaheat (#726)                  |
|          | Nyaheat      | Torracat     | Nyahito       | 726                 | Lửa      | Lửa      | Gaogaen (#727)                  |
|          | Gaogaen      | Incineroar   | Gaogaen       | 727                 | Lửa      | Bóng tối | Không tiến hóa                  |
| KĐ       | Ashimari     | Popplio      | Ashimari      | 728                 | Nước     | Nước     | Osyamari (#729)                 |
|          | Osyamari     | Brionne      | Oshamari      | 729                 | Nước     | Nước     | Ashirene (#730)                 |
|          | Ashirene     | Primarina    | Ashirenu      | 730                 | Nước     | Tiên     | Không tiến hóa                  |
|          | Tsutsukera   | Pikipek      | Tsutsukera    | 731                 | Thường   | Bay      | Kerarappa (#732)                |
|          | Kerarappa    | Trumbeak     | Kerarappa     | 732                 | Thường   | Bay      | Dodekabashi (#733)              |
|          | Dodekabashi  | Toucannon    | Dodekabashi   | 733                 | Thường   | Bay      | Không tiến hóa                  |
|          | Youngoose    | Yungoos      | Yangusu       | 734                 | Thường   | Thường   | Dekagoose (#735)                |
|          | Dekagoose    | Gumshoos     | Dekagusu      | 735                 | Thường   | Thường   | Không tiến hóa                  |
|          | Agojimushi   | Grubbin      | Agojimushi    | 736                 | Bọ       | Bọ       | Dendimushi (#737)               |
|          | Dendimushi   | Charjabug    | Denjimushi    | 737                 | Bọ       | Điện     | Kuwagannon (#738)               |
|          | Kuwagannon   | Vikavolt     | Kuwaganon     | 738                 | Bọ       | Điện     | Không tiến hóa                  |
|          | Makenkani    | Crabrawler   | Makenkani     | 739                 | Giác đấu | Giác đấu | Kekenkani (#740)                |
|          | Kekenkani    | Crabominable | Kekenkani     | 740                 | Giác đấu | Băng     | Không tiến hóa                  |
|          | Odoridori    | Oricorio     | Odoridori     | 741                 | Điện     | Bay      | Không tiến hóa                  |
| Tâm linh | Odoridori    | Oricorio     | Odoridori     | 741                 | Bay      |          | Không tiến hóa                  |
| Lửa      | Odoridori    | Oricorio     | Odoridori     | 741                 | Bay      |          | Không tiến hóa                  |
| Ma       | Odoridori    | Oricorio     | Odoridori     | 741                 | Bay      |          | Không tiến hóa                  |
|          | Abuly        | Cutiefly     | Aburi         | 742                 | Bọ       | Tiên     | Aburibbon (#743)                |
|          | Aburibbon    | Ribombee     | Aburibon      | 743                 | Bọ       | Tiên     | Không tiến hóa                  |
|          | Iwanko       | Rockruff     | Iwanko        | 744                 | Đá       | Đá       | Lugarugan (#745)                |
|          | Lugarugan    | Lycanroc     | Rugarugan     | 745                 | Đá       | Đá       | Không tiến hóa                  |
|          | Yowashi      | Wishiwashi   | Yowashi       | 746                 | Nước     | Nước     | Không tiến hóa                  |
|          | Hidoide      | Mareanie     | Hidoide       | 747                 | Độc      | Nước     | Dohidoide (#748)                |
|          | Dohidoide    | Toxapex      | Dohidoide     | 748                 | Độc      | Nước     | Không tiến hóa                  |
|          | Dorobanko    | Mudbray      | Dorobanko     | 749                 | Đất      | Đất      | Banbadoro (#750)                |
|          | Banbadoro    | Mudsdale     | Banbadoro     | 750                 | Đất      | Đất      | Không tiến hóa                  |
|          | Shizukumo    | Dewpider     | Shizukumo     | 751                 | Nước     | Bọ       | Onishizukumo (#752)             |
|          | Onishizukumo | Araquanid    | Onishizukumo  | 752                 | Nước     | Bọ       | Không tiến hóa                  |
|          | Karikiri     | Fomantis     | Karikiri      | 753                 | Cỏ       | Cỏ       | Lalantes (#754)                 |
|          | Lalantes     | Lurantis     | Rarantesu     | 754                 | Cỏ       | Cỏ       | Không tiến hóa                  |
|          | Nemasyu      | Morelull     | Nemashu       | 755                 | Cỏ       | Tiên     | Mashade (#756)                  |
|          | Mashade      | Shiinotic    | Mashedo       | 756                 | Cỏ       | Tiên     | Không tiến hóa                  |
|          | Yatoumori    | Salandit     | Yatoumori     | 757                 | Độc      | Lửa      | Ennewt (#758)                   |
|          | Ennewt       | Salazzle     | Ennyuto       | 758                 | Độc      | Lửa      | Không tiến hóa                  |
|          | Nuikoguma    | Stufful      | Nuikoguma     | 759                 | Thường   | Giác đấu | Kiteruguma (#760)               |
|          | Kiteruguma   | Bewear       | Kiteruguma    | 760                 | Thường   | Giác đấu | Không tiến hóa                  |
|          | Amakaji      | Bounsweet    | Amakaji       | 761                 | Cỏ       | Cỏ       | Amamaiko (#762)                 |
|          | Amamaiko     | Steenee      | Amamaiko      | 762                 | Cỏ       | Cỏ       | Amajo (#763)                    |
|          | Amajo        | Tsareena     | Amajo         | 763                 | Cỏ       | Cỏ       | Không tiến hóa                  |
|          | Cuwawa       | Comfey       | Kyuwawa       | 764                 | Tiên     | Tiên     | Không tiến hóa                  |
|          | Yareyuutan   | Oranguru     | Yareyutan     | 765                 | Thường   | Tâm linh | Không tiến hóa                  |
|          | Nagetukesaru | Passimian    | Nagetsukesaru | 766                 | Giác đấu | Giác đấu | Không tiến hóa                  |
|          | Kosokumushi  | Wimpod       | Kosokumushi   | 767                 | Bọ       | Nước     | Gusokumusha (#768)              |
|          | Gusokumusha  | Golisopod    | Gusokumusha   | 768                 | Bọ       | Nước     | Không tiến hóa                  |
|          | Sunaba       | Sandygast    | Sunaba        | 769                 | Ma       | Đất      | Sirodethna (#770)               |
|          | Sirodethna   | Palossand    | Shirodesuna   | 770                 | Ma       | Đất      | Không tiến hóa                  |
|          | Namakobushi  | Pyukumuku    | Namakobushi   | 771                 | Nước     | Nước     | Không tiến hóa                  |
| HT       | Type: Null   | Type: Null   | Type: Null    | 772                 | Thường   | Thường   | Silvady (#773)                  |
| HT       | Silvady      | Silvally     | Shiruvadi     | 773                 | Thường   | Thường   | Không tiến hóa                  |
|          | Meteno       | Minior       | Meteno        | 774                 | Đá       | Bay      | Không tiến hóa                  |
|          | Nekkoara     | Komala       | Nekkoala      | 775                 | Thường   | Thường   | Không tiến hóa                  |
|          | Bakugames    | Turtonator   | Bakugamesu    | 776                 | Lửa      | Rồng     | Không tiến hóa                  |
|          | Togedemaru   | Togedemaru   | Togedemaru    | 777                 | Điện     | Thép     | Không tiến hóa                  |
|          | Mimikkyu     | Mimikyu      | Mimikkyu      | 778                 | Ma       | Tiên     | Không tiến hóa                  |
|          | Hagigishiri  | Bruxish      | Hagigishiri   | 779                 | Nước     | Tâm linh | Không tiến hóa                  |
|          | Jijilong     | Drampa       | Jijiron       | 780                 | Thường   | Rồng     | Không tiến hóa                  |
|          | Dadarin      | Dhelmise     | Dadarin       | 781                 | Ma       | Cỏ       | Không tiến hóa                  |
|          | Jyarako      | Jangmo-o     | Jarako        | 782                 | Rồng     | Rồng     | Jyarango (#783)                 |
|          | Jyarango     | Hakamo-o     | Jarango       | 783                 | Rồng     | Giác đấu | Jyararanga (#784)               |
|          | Jyararanga   | Kommo-o      | Jararanga     | 784                 | Rồng     | Giác đấu | Không tiến hóa                  |
| HT       | Kapu-Kokeko  | Tapu Koko    | Kapu Kokeko   | 785                 | Điện     | Tiên     | Không tiến hóa                  |
| HT       | Kapu-Tetefu  | Tapu Lele    | Kapu Tetefu   | 786                 | Tâm linh | Tiên     | Không tiến hóa                  |
| HT       | Kapu-Bulul   | Tapu Bulu    | Kapu Bululu   | 787                 | Cỏ       | Tiên     | Không tiến hóa                  |
| HT       | Kapu-Rehire  | Tapu Fini    | Kapu Lehile   | 788                 | Nước     | Tiên     | Không tiến hóa                  |
| HT       | Cosmog       | Cosmog       | Kosumoggu     | 789                 | Tâm linh | Tâm linh | Cosmovum (#790)                 |
| HT       | Cosmovum     | Cosmoem      | Kosumoumu     | 790                 | Tâm linh | Tâm linh | Solgaleo (#791) Lunala (#792)   |
| HT       | Solgaleo     | Solgaleo     | Sorugareo     | 791                 | Tâm linh | Thép     | Không tiến hóa                  |
| HT       | Lunala       | Lunala       | Lunala        | 792                 | Tâm linh | Ma       | Không tiến hóa                  |
| UB       | Uturoid      | Nihilego     | Utsuroido     | 793                 | Đá       | Độc      | Không tiến hóa                  |
| UB       | Massivoon    | Buzzwole     | Masshibun     | 794                 | Bọ       | Giác đấu | Không tiến hóa                  |
| UB       | Pheroache    | Pheromosa    | Feroche       | 795                 | Bọ       | Giác đấu | Không tiến hóa                  |
| UB       | Denjyumoku   | Xurkitree    | Denjumoku     | 796                 | Điện     | Điện     | Không tiến hóa                  |
| UB       | Tekkaguya    | Celesteela   | Tekkaguya     | 797                 | Thép     | Bay      | Không tiến hóa                  |
| UB       | Kamiturugi   | Kartana      | Kamitsurugi   | 798                 | Cỏ       | Thép     | Không tiến hóa                  |
| UB       | Akuziking    | Guzzlord     | Akujikingu    | 799                 | Rồng     | Bóng tối | Không tiến hóa                  |
| HT       | Necrozma     | Necrozma     | Nekurozuma    | 800                 | Tâm linh | Tâm linh | Không tiến hóa                  |
| HT       | Necrozma     | Necrozma     | Nekurozuma    | 800                 | Tâm linh | Thép     | Không tiến hóa                  |
| HT       | Necrozma     | Necrozma     | Nekurozuma    | 800                 | Tâm linh | Ma       | Không tiến hóa                  |
| HT       | Necrozma     | Necrozma     | Nekurozuma    | 800                 | Tâm linh | Rồng     | Không tiến hóa                  |
| BA       | Magearna     | Magearna     | Magiana       | 801                 | Thép     | Tiên     | Không tiến hóa                  |
| BA       | Marshadow    | Marshadow    | Marshadow     | 802                 | Giác đấu | Ma       | Không tiến hóa                  |
| UB       | Bevenom      | Poipole      | Bevenom       | 803                 | Độc      | Độc      | Agoyon (#804)                   |
| UB       | Agoyon       | Naganadel    | Agoyon        | 804                 | Độc      | Rồng     | Không tiến hóa                  |
| UB       | Tundetunde   | Stakataka    | Tundetunde    | 805                 | Đá       | Thép     | Không tiến hóa                  |
| UB       | Zugadoon     | Blacephalon  | Zugadoon      | 806                 | Lửa      | Ma       | Không tiến hóa                  |
| BA       | Zeraora      | Zeraora      | Zeraora       | 807                 | Điện     | Điện     | Không tiến hóa                  |
| BA       | Meltan       | Meltan       |               | 808                 | Thép     | Thép     | Melmetal (#809)                 |
| BA       | Melmetal     | Melmetal     |               | 809                 | Thép     | Thép     | Không tiến hóa                  |

### Hình dạng Alola
Các dạng Alola của Pokémon thế hệ I chỉ được phát hành trong các trò chơi năm 2016 Pokémon Sun và Moon và Let's Go Pikachu và Eevee, và đã không xuất hiện trong bất kỳ trò chơi trước đó.
| Tên Tiếng Nhật         | Tên Tiếng Anh | Tên Tiếng Việt | Số National Pokédex | Hệ       | Hệ       | Tiến hóa thành (Tên Tiếng Nhật) |
| Tên Tiếng Nhật         | Tên Tiếng Anh | Tên Tiếng Việt | Số National Pokédex | Thứ nhất | Thứ hai  | Tiến hóa thành (Tên Tiếng Nhật) |
| ---------------------- | ------------- | -------------- | ------------------- | -------- | -------- | ------------------------------- |
| Koratta                | Rattata       | Koratta        | 019                 | Bóng tối | Thường   | Ratta (#020)                    |
| Ratta                  | Raticate      | Ratta          | 020                 | Bóng tối | Thường   | Không tiến hóa                  |
| Raichu                 | Raichu        | Raichu         | 026                 | Điện     | Tâm linh | Không tiến hóa                  |
| Sand                   | Sandshrew     | Sand           | 027                 | Băng     | Thép     | Sandpan (#028)                  |
| Sandpan                | Sandslash     | Sandpan        | 028                 | Băng     | Thép     | Không tiến hóa                  |
| Rokon                  | Vulpix        | Rokon          | 037                 | Băng     | Băng     | Kyukon (#038)                   |
| Kyukon                 | Ninetales     | Kyukon         | 038                 | Băng     | Tiên     | Không tiến hóa                  |
| Digda                  | Diglett       | Digda          | 050                 | Đất      | Thép     | Dugtrio (#051)                  |
| Dugtrio                | Dugtrio       | Dugtrio        | 051                 | Đất      | Thép     | Không tiến hóa                  |
| Nyasu                  | Meowth        | Nyasu          | 052                 | Bóng tối | Bóng tối | Persian (#053)                  |
| Persian                | Persian       | Persian        | 053                 | Bóng tối | Bóng tối | Không tiến hóa                  |
| Ishitsubute/Isitsubute | Geodude       | Isitsubute     | 074                 | Đá       | Điện     | Golone (#075)                   |
| Golone                 | Graveler      | Golone         | 075                 | Đá       | Điện     | Golonya (#076)                  |
| Golonya                | Golem         | Golonya        | 076                 | Đá       | Điện     | Không tiến hóa                  |
| Betbeter               | Grimer        | Betbeter       | 088                 | Độc      | Bóng tối | Betbeton (#089)                 |
| Betbeton               | Muk           | Betbeton       | 089                 | Độc      | Bóng tối | Không tiến hóa                  |
| Nassy                  | Exeggutor     | Nassy          | 103                 | Cỏ       | Rồng     | Không tiến hóa                  |
| Garagara               | Marowak       | Karakara       | 105                 | Lửa      | Ma       | Không tiến hóa                  |